# Mymarilla wollastoni
Mymarilla wollastoni is een vliesvleugelig insect uit de familie Mymaridae. De wetenschappelijke naam is voor het eerst geldig gepubliceerd in 1879 door Westwood.